# Comuna Bohdanivka, Brovarî
Bohdanivka (în ucraineană Богданівка) este o comună în raionul Brovarî, regiunea Kiev, Ucraina, formată din satele Bohdanivka (reședința) și Zalissea.

## Demografie
Componența lingvistică a comunei Bohdanivka
     Ucraineană (97,84%)
     Rusă (1,97%)
     Alte limbi (0,11%)
Conform recensământului din 2001, majoritatea populației comunei Bohdanivka era vorbitoare de ucraineană (97,84%), existând în minoritate și vorbitori de rusă (1,97%).